# Slunečná (Niski Jesionik)
Slunečná (historyczna nazwa niem. Sonnen Berg) – szczyt (góra) o wysokości 802 m n.p.m., (podawana jest też wysokość 800,2 m n.p.m.  lub 800 m n.p.m. ), najwyższy w paśmie górskim Niskiego Jesionika (cz. Nízký Jeseník), w północno-wschodnich Czechach, w Sudetach Wschodnich, na Morawach, leżący przy miejscowości Dětřichov nad Bystřicí. Góra zaliczana jest do Korony Sudetów.

## Charakterystyka
Góra Slunečná położona jest nieco na zachód od centrum całego pasma Niskiego Jesionika przy drodze krajowej nr 45 Karniów (cz. Krnov) – Droga krajowa nr 46. Cała góra jest zalesiona przeważnie lasem mieszanym lub lasem liściastym z dużymi przerzedzeniami, polanami a nawet ogołoceniami. Przez połać szczytową przechodzi droga grzbietowa na trasie skrzyżowanie turystyczne Slunečná (hřeben) z podaną na tablicy informacyjnej wysokością 799 m oraz dalej do skrzyżowania turystycznego Vysoký kámen z podaną na tablicy informacyjnej wysokością 738 m. Szczyt główny znajduje się blisko drogi głównej na niewielkiej polanie, na której widoczne są pniaki po ściętym drzewostanie. Z uwagi na zalesienie połać szczytowa jest ograniczonym punktem widokowym. Na połaci szczytowej znajduje się punkt geodezyjny, oznaczony na mapach geodezyjnych numerem (17.), o wysokości 800,24 m n.p.m. oraz współrzędnych geograficznych (49°50′22,62″N 17°25′48,06″E/49,839617 17,430017), z widocznymi koło niego dwoma zamontowanymi stalowymi słupkami, pomalowanymi na przemian w poziome pasy białe i czerwone, ostrzegającymi przed ich zniszczeniem z tabliczkami, z napisem Státní triangulace Poškození se trestá , oddalony o około 55 m na północny wschód od szczytu. Państwowy urząd geodezyjny o nazwie (cz. Český úřad zeměměřický a katastrální (CÚZK)) w Pradze podaje jako najwyższy punkt góry – szczyt – o wysokości 802,0 m n.p.m. i współrzędnych geograficznych (49°50′21,9″N 17°25′45,5″E/49,839417 17,429306). Dojście do szczytu następuje ze skrzyżowania turystycznego Slunečná (hřeben), od którego należy przejść drogą grzbietową, na której wyznaczono niebieski  i czerwony szlak turystyczny  odcinek o długości około 180 m. Ponadto w odległości około 160 m na południowy zachód od szczytu przy drodze głównej zbudowano wieżę nadajnika telekomunikacyjnego. Stoki pokryte są siecią dróg oraz wielu na ogół nieoznakowanych ścieżek i duktów. 
Slunečná jest górą o podwójnym szczycie. W odległości około 410 m na północny wschód od szczytu głównego można wyróżnić szczyt drugorzędny określony jako Slunečná–S o wysokości 797 m n.p.m. i współrzędnych geograficznych (49°50′34,0″N 17°25′53,5″E/49,842778 17,431528), położony na grzbiecie góry, przy drodze głównej, oddzielony od szczytu głównego mało wybitną przełęczą o wysokości 794 m n.p.m.. Znajduje on się wśród zalesienia lasu mieszanego i z tego powodu nie jest on punktem widokowym. 
Pod względem geologicznym góra zbudowana jest przeważnie z szarogłazów .
Ze stoków płynie kilka niewielkich nienazwanych krótkich potoków. Ponadto na stoku wschodnim, w odległości około 1,2 km na wschód od szczytu, przy szlakach rowerowych  (nr 6148) i  (nr 6152), na wysokości około 680 m n.p.m. występuje źródło o nazwie (cz. Pramen Pod Slunečnou).
W odległości około 1 km na południe od szczytu znajduje się rezerwat przyrody Panské louky o powierzchni około 14,3 ha, utworzony w celu ochrony obszarów leśnych położonych na torfowiskach zlewni rzek.

## Turystyka

### Szlaki turystyczne, rowerowe, ścieżki dydaktyczne i trasy narciarskie
Klub Czeskich Turystów (cz. Klub Českých Turistů) wytyczył w obrębie góry dwa szlaki turystyczne na trasach:
 Dětřichov nad Bystřicí – szczyt Slunečná – góra Vysoký kámen – Nové Valteřice – szczyt Valteřický – Křišťanovice – Dvorce
 Moravský Beroun – rezerwat przyrody Panské louky – szczyt Slunečná – góra Rychtář – góra Kamenec – góra Chlum – góra Tylov – góra Měděný vrch – góra Návrší – Mezina – Bruntál
Przez górę wytyczono dwa szlaki rowerowe na trasie:
 (nr 6148) Domašov nad Bystřicí – Sedm Dvorů – Moravský Beroun – szczyt Slunečná – Nová Pláň
 (nr 6152) Bílčice – Křišťanovice – Nové Valteřice – góra Slunečná – Dětřichov nad Bystřicí
W obrębie góry wyznaczono ścieżkę dydaktyczną o nazwie (cz. NS Panské louky) o długości około 3 km na trasie:
  Dětřichov nad Bystřicí – rezerwat przyrody Panské louky (z 9 stanowiskami obserwacyjnymi na trasie)
Przez górę nie wytyczono żadnej trasy narciarstwa zjazdowego oraz żadnej trasy narciarstwa biegowego.